# هجوم (مجموعه تلویزیونی)
هجوم (انگلیسی: Invasion) مجموعه تلویزیونی علمی-تخیلی آمریکایی است که توسط سیمون کینبرگ و داوید ویل برای اپل تی‌وی پلاس ساخته شده است و نخستین انتشار آن در ۲۲ اکتبر ۲۰۲۱ از اپل تی‌وی پلاس بود. این سریال با انتقادات متفاوتی روبرو شده است. در دسامبر ۲۰۲۱، سریال برای فصل پنجم تمدید شد که در ۲۳ اوت ۲۰۲۳ اولین قسمت آن پخش شد.

## داستان
هجوم از طریق دیدگاه‌های مختلف افراد مختلف در قاره‌های مختلف در سراسر جهان دیده می‌شود.

## بازیگران

### اصلی
- گلشیفته فراهانی در نقش انیشا مالک
- شامیر اندرسون در نقش تروانته وارد
- کوتسونا شیئوری در نقش میتسوکی یاماتو
- فایرز نصار در نقش احمد «مانی» مالک (فصل ۱)
- بیلی بارت در نقش کاسپار مورو
- آژی رابرتسون در نقش لوک مالیک
- تارا مویدی در نقش سارا مالک
- دایسوکه تسوجی در نقش کایتو کاواگوچی (فصل ۱)
- سم نیل در نقش کلانتر جان بل تایسون (خلبان: «آخرین روز»)
- ایندیا براون در نقش جمیلا هیوستون (فصل ۲؛ تکرار: فصل ۱)
- پدی هالند در نقش مونتگومری (مونتی) کاترمیل (فصل ۲؛ تکرار: فصل ۱)
- انور جوکای در نقش کلارک ایوانز (فصل ۲)
- ندرا ماری تیلور در نقش رز کالاوی (فصل ۲)
- نایان گونزالس نورویند در نقش مایا کاستیلو (فصل ۲)

### مکمل
- رینکو کیکوچی در نقش هیناتا
- توگو ایگاوادر نقش مورای ایگورو
- تامارا لارنس در نقش لیرا
- لویی توگیل در نقش داروین چارلز
- کش واندرپویه در نقش آلفی آدمورا

## قسمت‌ها
| فصل | قسمت‌ها | قسمت‌ها | تاریخ اصلی پخش | تاریخ اصلی پخش |
| فصل | قسمت‌ها | قسمت‌ها | اولین بار      | آخرین بار      |
| --- | ------ | ------ | -------------- | -------------- |
| ۱   | ۱۰     | ۱۰     | ۲۲ اکتبر ۲۰۲۱  | ۱۰ دسامبر ۲۰۲۱ |
| ۲   | ۱۰     | ۱۰     | ۲۳ اوت ۲۰۲۳    | ۲۵ اکتبر ۲۰۲۳  |

### فصل ۱ (۲۰۲۱)
| شم. کلی | شم. در فصل | عنوان           | کارگردان        | نویسنده | تاریخ پخش اصلی |
| --- | ---------- | --------------- | --------------- | --- | -------------- |
| ۱ | ۱          | «آخرین روز»     | جیکوب وربرگن    | سایمون کینبرگ و دیوید ویل                                                                                    | ۲۲ اکتبر ۲۰۲۱  |
| در سراسر جهان، رویدادهای عجیب و غیرقابل توضیح شروع به آشکار شدن می‌کنند. یک کلانتر شهر کوچک احساس می‌کند چیزی بزرگتر در حال بازی است.                                          |            |                 |                 | |                |
| ۲ | ۲          | «تصادف»         | جیکوب وربرگن    | سایمون کینبرگ و دیوید ویل                                                                                    | ۲۲ اکتبر ۲۰۲۱  |
| در میان هرج و مرج، انیشا به خاطر خانواده اش تصمیم سختی می‌گیرد. تروانته، یک نیروی دریایی SEAL، با تیم خود به بررسی یک تماس مضطرب می‌پردازد.                                    |            |                 |                 | |                |
| ۳ | ۳          | «شکارچی»        | جیمی پین        | سایمون کینبرگ و دیوید ویل                                                                                    | ۲۲ اکتبر ۲۰۲۱  |
| میتسوکی اقدامات ناامیدانه ای انجام می‌دهد و مصمم به کشف حقیقت است. کاسپار و جمیلا متوجه می‌شوند که وضعیت آنها چقدر وخیم است.                                                   |            |                 |                 | |                |
| ۴ | ۴          | «شاه مرده‌است»   | جیمی پین        | سایمون کینبرگ                                                                                                | ۲۹ اکتبر ۲۰۲۱  |
| تروانته از بدترین اتفاق می‌ترسد تا زمانی که یک فانوس یاب به او امید بدهد. میتسوکی در غیرمنتظره‌ترین مکان متحدی پیدا می‌کند.                                                     |            |                 |                 | |                |
| ۵ | ۵          | «رفتن به خانه»  | آماندا مارسالیس | سایمون کینبرگ                                                                                                | ۵ نوامبر ۲۰۲۱  |
| رئیس‌جمهور ایالات متحده در تلاش برای آماده کردن جهان برای آنچه در پیش است، یک سخنرانی جهانی فوری ارائه می‌کند.                                                                 |            |                 |                 | |                |
| ۶ | ۶          | «تهاجم به خانه» | آماندا مارسالیس | اندرو بالدوین                                                                                                | ۱۲ نوامبر ۲۰۲۱ |
| رئیس‌جمهور ایالات متحده در تلاش برای آماده کردن جهان برای آنچه در پیش است، یک سخنرانی جهانی فوری ارائه می‌کند.                                                                 |            |                 |                 | |                |
| ۷ | ۷          | «امید»          | آماندا مارسالیس | داستان : سایمون کینبرگ و دیوید جی. روزن نمایشنامۀ تلویزیونی : سایمون کینبرگ و اندرو بالدوین                  | ۱۹ نوامبر ۲۰۲۱ |
| میتسوکی فرماندهی یک ایستگاه ماهواره ای را بر عهده دارد و امیدوار است بتواند با فضای بیرونی ارتباط برقرار کند. کاسپار راز عجیبی را فاش می‌کند که فکر می‌کند مربوط به تهاجم است. |            |                 |                 | |                |
| ۸ | ۸          | «مخاطب»         | آماندا مارسالیس | داستان : اندرو بالدوین و سایمون کینبرگ و گورسیمران ساندو نمایشنامۀ تلویزیونی : اندرو بالدوین و سایمون کینبرگ | ۲۵ نوامبر ۲۰۲۱ |
| هواپیمای تروانته فرود می‌آید، اما سفر او به خانه تازه آغاز شده‌است. کاسپار و جمیلا با شجاعت در خیابان‌های لندن تلاش می‌کنند راز او را بفهمند.                                    |            |                 |                 | |                |
| ۹ | ۹          | «پر از ستاره»   | جیکوب وربروگن   | اندرو بالدوین و سایمون کینبرگ                                                                                | ۳ دسامبر ۲۰۲۱  |
| میتسوکی مصمم است تا قبل از اینکه خیلی دیر شود با هوشی ۱۲ تماس بگیرد، زیرا ارتش مالکک‌ها را بازداشت می‌کند و کاسپار خطری را می‌پذیرد که ممکن است او را بکشد.                     |            |                 |                 | |                |
| ۱۰ | ۱۰         | «اولین روز»     | جیکوب وربروگن   | اندرو بالدوین و سایمون کینبرگ                                                                                | ۱۰ دسامبر ۲۰۲۱ |
| جهان که هنوز از ویرانی جهانی به خود می‌پیچد، با سپیده دمی جدید و پیش‌بینی نشده روبروست.                                                                                        |            |                 |                 | |                |

### فصل ۲ (۲۰۲۳)
| شم. کلی | شم. در فصل | عنوان                       | کارگردان     | نویسنده                                                               | تاریخ پخش اصلی  |
| ------- | ---------- | --------------------------- | ------------ | --------------------------------------------------------------------- | --------------- |
| ۱۱      | ۱          | «چیزی تغییر کرده‌است»        | آلیک سحرف    | سیمون کینبرگ                                                          | ۲۳ اوت ۲۰۲۳     |
| ۱۲      | ۲          | «تعقیب ارواح»               | آلیک سحرف    | تاتیانا سوارز-پیکو                                                    | ۳۰ اوت ۲۰۲۳     |
| ۱۳      | ۳          | «آتش بازی»                  | آلیک سحرف    | آدیتی برنان کاپیل                                                     | ۶ سپتامبر ۲۰۲۳  |
| ۱۴      | ۴          | «تونل»                      | برد اندرسون  | دن دیتز                                                               | ۱۳ سپتامبر ۲۰۲۳ |
| ۱۵      | ۵          | «صدایی از آن سوی»           | آلیک سحرف    | دونالد جو                                                             | ۲۰ سپتامبر ۲۰۲۳ |
| ۱۶      | ۶          | «نقاط فشار»                 | برد اندرسون  | داستان : اوزواماکا مادوکا و دونالد جو نمایشنامۀ تلویزیونی : دونالد جو | ۲۷ سپتامبر ۲۰۲۳ |
| ۱۷      | ۷          | «پایین سوراخ خرگوش»         | برد اندرسون  | دن دیتز                                                               | ۴ اکتبر ۲۰۲۳    |
| ۱۸      | ۸          | «اقیانوس کیهانی»            | کلودیا یوسا  | آدیتی برنان کاپیل                                                     | ۱۱ اکتبر ۲۰۲۳   |
| ۱۹      | ۹          | «دستیابی به موفقیت»         | ماتیاس هرندل | تاتیانا سوارز-پیکو                                                    | ۱۸ اکتبر ۲۰۲۳   |
| ۲۰      | ۱۰         | «دوستان قدیمی، مرزهای جدید» | ماتیاس هرندل | سایمون کینبرگ                                                         | ۲۵ اکتبر ۲۰۲۳   |

## تولید

### پیش تولید
اپل در ژانویه ۲۰۱۹ سفارش ساخت ده قسمت را به سایمون کینبرگ و دیوید ویل داد که نویسندگی و تهیه‌کنندگی اجرایی سریال را برعهده داشتند و آدری چون نیز تهیه‌کننده اجرایی این سریال بود. ددلاین گزارش داد که چاد فیهان برای مدت کوتاهی به‌عنوان مجری برنامه «از سر ناچاری» وارد شد، اما به زودی در سپتامبر ۲۰۱۹ این مجموعه را ترک کرد. زمانی که فیلمبرداری از سر گرفته شد، گفته می‌شود که یاکوب وربروگن کارگردان و تهیه‌کننده اجرایی این سریال با امی کافمن است، اندرو بالدوین و الیزا الیس نیز تهیه‌کننده اجرایی هستند. با این حال، گزارش‌های بیشتر بیان کردند که آماندا مارسالیس نیز برخی از قسمت‌های سریال را کارگردانی کرده‌است. بودجه ساخت هجوم ۲۰۰ میلیون دلار گزارش شده‌است. در ۸ دسامبر ۲۰۲۱، اپل این سریال را برای فصل دوم تمدید کرد.

### انتخاب بازیگران
ددلاین در اوت ۲۰۲۰ گفت که نیل، اندرسون، فراهانی، نصار و کوتسونا همگی بخشی از بازیگران این فیلم خواهند بود.

### مکان فیلمبرداری
در ابتدا قرار بود فیلمبرداری در اواسط سال ۲۰۱۹ با کارگردانی کینبرگ آغاز شود اما به دلیل کار او در فیلم سینمایی ۳۵۵ به تعویق افتاد. طبق گزارش ددلاین، قرار بود که هجوم در نیویورک، منچستر، مراکش و ژاپن فیلمبرداری شود. بخش‌هایی از سریال در نیویورک و مراکش فیلم‌برداری شده بود و زمانی که تعطیلی مرتبط با ویروس کرونا در اواسط مارس آغاز شد، تهیه‌کنندگان در حال آماده‌سازی برای فیلمبرداری بریتانیا بودند." در فوریه ۲۰۲۱، فیلمبرداری در گرینویچ، یکی از آخرین مکان‌های فیلمبرداری این مجموعه، انجام شد. فیلمبرداری فصل اول در ۱۵ مارس به پایان رسید.

## انتشار
این سریال قرار است در تاریخ ۲۲ اکتبر ۲۰۲۱ با انتشار سه قسمتی پخش شود، سپس هفت قسمت باقی‌مانده به صورت هفتگی منتشر می‌شود.

## بازخورد
وب‌سایت جمع‌آوری نقد و بررسی راتن تومیتوز، بر اساس ۳۱ بررسی منتقد، نمره ۴۱٪ را با میانگین امتیاز ۵٫۱/۱۰ را به هجوم داده‌است. اجماع منتقدان این وب‌سایت می‌گوید: «هجوم به آرامی می‌سوزاند، اما سهواً اجازه می‌دهد تنش کاملاً با سرعت سربی خاموش شود که بینندگان را برای رسیدن آخرالزمان بیگانه بی‌صبر می‌کند». متاکریتیک که از میانگین وزنی استفاده می‌کند، بر اساس ۱۳ منتقد، امتیاز ۵۰ از ۱۰۰ را به خود اختصاص داده‌است که نشان دهنده «بررسی‌های مختلط یا متوسط» است.
دنیل فینبرگ، نویسنده مجلهٔ هالیوود ریپورتر، گفت: «هجوم در ۱۰ قسمت از راه اندازی آنقدر ناب و ناموفق است که عنوان بهتری می‌تواند گریز باشد». او این سریال را «در ابتدا سرگرم‌کننده، سپس آزاردهنده و در نهایت به سادگی گیج‌کننده» نامید اما عملکرد سام نیل را تحسین کرد.
برای فصل ۲، راتن تومیتوز بر اساس ۱۰ نقد منتقد، ۶۰٪ امتیاز تأیید با میانگین امتیاز ۶٫۱/۱۰ را گزارش کرد. متاکریتیک بر اساس ۴ منتقد، امتیاز ۶۳ از ۱۰۰ را به‌عنوان «بررسی‌های عموماً مطلوب» به خود اختصاص داد.

## حواشی
فیلمو و نماوا سریالی با بازی گلشیفته فراهانی را حذف کردند. گلشیفته فراهانی در این سریال نقش «انیشا مالک» را ایفا می‌کند. کاربران نماوا و فیلیمو می‌گویند که این دو سرویس تماشای آنلاین فیلم و سریال، بدون هیچ توضیحی سریال هجوم را حذف کرده‌اند. کاربران این دو سرویس که برای تماشای فیلم و سریال هزینه اشتراک می‌پردازند، در شبکه‌های اجتماعی نسبت به این اقدام اعتراض خود را مطرح کرده‌اند.